# 涅斯捷爾瓦爾卡
48°41′28″N 28°52′0″E / 48.69111°N 28.86667°E
涅斯捷爾瓦爾卡（烏克蘭語：Нестерварка），是烏克蘭的村落，位於該國西南部文尼察州，由圖利欽區負責管轄，始建於1972年，面積2.02平方公里，海拔高度222米，2001年人口2,479，人口密度每平方公里1,229.05人。